# GJB7
GJB7 (англ. Gap junction protein beta 7) – білок, який кодується однойменним геном, розташованим у людей на короткому плечі 6-ї хромосоми. Довжина поліпептидного ланцюга білка становить 223 амінокислот, а молекулярна маса — 25 860.
| 10         |  | 20         |  | 30         |  | 40         |  | 50         |
| ---------- |  | ---------- |  | ---------- |  | ---------- |  | ---------- |
| MSWMFLRDLL |  | SGVNKYSTGT |  | GWIWLAVVFV |  | FRLLVYMVAA |  | EHVWKDEQKE |
| FECNSRQPGC |  | KNVCFDDFFP |  | ISQVRLWALQ |  | LIMVSTPSLL |  | VVLHVAYHEG |
| REKRHRKKLY |  | VSPGTMDGGL |  | WYAYLISLIV |  | KTGFEIGFLV |  | LFYKLYDGFS |
| VPYLIKCDLK |  | PCPNTVDCFI |  | SKPTEKTIFI |  | LFLVITSCLC |  | IVLNFIELSF |
| LVLKCFIKCC |  | LQKYLKKPQV |  | LSV        |  |            |  |            |

A: Аланін

C: Цистеїн

D: Аспарагінова кислота

E: Глутамінова кислота

F: Фенілаланін

G: Гліцин

H: Гістидин

I: Ізолейцин

K: Лізин

L: Лейцин

M: Метіонін

N: Аспарагін

P: Пролін

Q: Глутамін

R: Аргінін

S: Серин

T: Треонін

V: Валін

W: Триптофан

Локалізований у клітинній мембрані, мембрані, клітинних контактах.